# Trimerotropis topanga
Trimerotropis topanga es una especie de saltamontes perteneciente a la familia Acrididae. Se encuentra en Norteamérica,  desde el sur de California al sur de Transverse Ranges y al oeste de los desiertos, hasta el sur de Baja California.

## Hábitat
Trimerotropis topanga habita principalmente en montañas en zonas de grava y laderas soleadas; a menudo se reúne en caminos de tierra y grava.

## Biología
Trimerotropis topanga pasa el invierno dentro de sus huevos; los adultos aparecen desde finales de primavera hasta a principios de noviembre o las primeras heladas.